# Collegio di Tunbridge Wells
Tunbridge Wells è un collegio elettorale inglese situato nel Kent rappresentato alla Camera dei comuni del parlamento del Regno Unito. Elegge un membro del parlamento con il sistema maggioritario a turno unico; l'attuale parlamentare è Mike Martin dei Liberal Democratici, che rappresenta il collegio dal 2024.

## Estensione
- 1974-1983: il Municipal Borough di Royal Tunbridge Wells, il distretto urbano di Southborough, il distretto rurale di Cranbrook e nel distretto rurale di Tonbridge le parrocchie civili di Bidborough, Brenchley, Capel, Horsmonden, Lamberhurst, Paddock Wood, Pembury e Speldhurst.
- 1983-1997: il Borough di Tunbridge Wells.
- 1997-2010: i ward del Borough di Tunbridge Wells di Brenchley, Capel, Culverdon, Goudhurst, Horsmonden, Lamberhurst, Paddock Wood, Pantiles, Park, Pembury, Rusthall, St James', St John's, St Mark's, Sherwood, Southborough East, Southborough North, Southborough West e Speldhurst and Bidborough.
- dal 2010: i ward del Borough di Tunbridge Wells di Brenchley and Horsmonden, Broadwater, Capel, Culverden, Goudhurst and Lamberhurst, Hawkhurst and Sandhurst, Paddock Wood East, Paddock Wood West, Pantiles and St Mark’s, Park, Pembury, Rusthall, St James', St John's, Sherwood, Southborough and High Brooms, Southborough North e Speldhurst and Bidborough.

L'attuale collegio comprende la grande città di Tunbridge Wells, e gran parte del suo borough ad est, che è in media costituito da area rurale.

## Membri del parlamento
| Elezione | Elezione      | Deputato       | Partito             |
| -------- | ------------- | -------------- | ------------------- |
|          | Feb 1974      | Patrick Mayhew | Conservatore        |
| 1997     | Archie Norman |                | Conservatore        |
| 2005     | Greg Clark    |                | Conservatore        |
|          | Greg Clark    | Set 2019       | Indipendente        |
|          | Greg Clark    | Nov 2019       | Conservatore        |
|          | 2024          | Mike Martin    | Liberal Democratici |

## Elezioni

### Elezioni negli anni 2020
| Partito                    | Partito                                         | Candidato                  | Risultati 4 luglio 2024 | Risultati 4 luglio 2024 |
| Partito                    | Partito                                         | Candidato                  | Voti                    | %                       |
| -------------------------- | ----------------------------------------------- | -------------------------- | ----------------------- | ----------------------- |
|                            | Lib Dem                                         | Mike Martin                | 23 661                  | 43,61                   |
|                            | Conservatore                                    | Neil Mahapatra             | 14 974                  | 27,60                   |
|                            | Reform UK                                       | John Gager                 | 6 484                   | 11,95                   |
|                            | Laburista                                       | Hugo Pound                 | 6 178                   | 11,39                   |
|                            | Verde                                           | John Hurst                 | 2 344                   | 4,32                    |
|                            | Indipendente                                    | Hassan Kassem              | 609                     | 1,12                    |
|                            |                                                 |                            |                         |                         |
| Iscritti                   | Iscritti                                        | Iscritti                   | 78 738                  | 100,00                  |
| ↳ Votanti (% su iscritti)  | ↳ Votanti (% su iscritti)                       | ↳ Votanti (% su iscritti)  | 54 250                  | 68,90                   |
| ↳ Astenuti (% su iscritti) | ↳ Astenuti (% su iscritti)                      | ↳ Astenuti (% su iscritti) | 24 488                  | 31,10                   |
|                            |                                                 |                            |                         |                         |
|                            | Esito: collegio passa da Conservatore a Lib Dem |                            |                         |                         |

### Elezioni negli anni 2010
| Partito                    | Partito                                   | Candidato                  | Risultati 12 dicembre 2019 | Risultati 12 dicembre 2019 |
| Partito                    | Partito                                   | Candidato                  | Voti                       | %                          |
| -------------------------- | ----------------------------------------- | -------------------------- | -------------------------- | -------------------------- |
|                            | Conservatore                              | Greg Clark                 | 30 119                     | 55,11                      |
|                            | Lib Dem                                   | Ben Chapelard              | 15 474                     | 28,31                      |
|                            | Laburista                                 | Antonio Weiss              | 8 098                      | 14,82                      |
|                            | Indipendente                              | Christopher Camp           | 488                        | 0,89                       |
|                            | Indipendente                              | Nigel Peacock              | 471                        | 0,86                       |
|                            |                                           |                            |                            |                            |
| Iscritti                   | Iscritti                                  | Iscritti                   | 74 816                     | 100,00                     |
| ↳ Votanti (% su iscritti)  | ↳ Votanti (% su iscritti)                 | ↳ Votanti (% su iscritti)  | 54 650                     | 73,05                      |
| ↳ Astenuti (% su iscritti) | ↳ Astenuti (% su iscritti)                | ↳ Astenuti (% su iscritti) | 20 166                     | 26,95                      |
|                            |                                           |                            |                            |                            |
|                            | Esito: collegio confermato a Conservatore |                            |                            |                            |

| Partito                    | Partito                                   | Candidato                  | Risultati 8 giugno 2017 | Risultati 8 giugno 2017 |
| Partito                    | Partito                                   | Candidato                  | Voti                    | %                       |
| -------------------------- | ----------------------------------------- | -------------------------- | ----------------------- | ----------------------- |
|                            | Conservatore                              | Greg Clark                 | 30 856                  | 56,92                   |
|                            | Laburista                                 | Charles Woodgate           | 14 391                  | 26,55                   |
|                            | Lib Dem                                   | Rachel Sadler              | 5 355                   | 9,88                    |
|                            | UKIP                                      | Chris Hoare                | 1 464                   | 2,70                    |
|                            | Verdi                                     | Trevor Bisdee              | 1 441                   | 2,66                    |
|                            | Women's Equality                          | Celine Thomas              | 702                     | 1,29                    |
|                            |                                           |                            |                         |                         |
| Iscritti                   | Iscritti                                  | Iscritti                   | 75 185                  | 100,00                  |
| ↳ Votanti (% su iscritti)  | ↳ Votanti (% su iscritti)                 | ↳ Votanti (% su iscritti)  | 54 209                  | 72,10                   |
| ↳ Astenuti (% su iscritti) | ↳ Astenuti (% su iscritti)                | ↳ Astenuti (% su iscritti) | 20 976                  | 27,90                   |
|                            |                                           |                            |                         |                         |
|                            | Esito: collegio confermato a Conservatore |                            |                         |                         |

| Partito                    | Partito                                   | Candidato                  | Risultati 7 maggio 2015 | Risultati 7 maggio 2015 |
| Partito                    | Partito                                   | Candidato                  | Voti                    | %                       |
| -------------------------- | ----------------------------------------- | -------------------------- | ----------------------- | ----------------------- |
|                            | Conservatore                              | Greg Clark                 | 30 181                  | 58,69                   |
|                            | Laburista                                 | Kevin Kerrigan             | 7 307                   | 14,21                   |
|                            | UKIP                                      | Colin Nicholson            | 6 481                   | 12,60                   |
|                            | Lib Dem                                   | James McCleary             | 4 342                   | 8,44                    |
|                            | Verdi                                     | Marie Jones                | 2 659                   | 5,17                    |
|                            | Indipendente                              | Graham Naismith            | 458                     | 0,89                    |
|                            |                                           |                            |                         |                         |
| Iscritti                   | Iscritti                                  | Iscritti                   | 73 468                  | 100,00                  |
| ↳ Votanti (% su iscritti)  | ↳ Votanti (% su iscritti)                 | ↳ Votanti (% su iscritti)  | 51 428                  | 70,00                   |
| ↳ Astenuti (% su iscritti) | ↳ Astenuti (% su iscritti)                | ↳ Astenuti (% su iscritti) | 22 040                  | 30,00                   |
|                            |                                           |                            |                         |                         |
|                            | Esito: collegio confermato a Conservatore |                            |                         |                         |

| Partito                    | Partito                                   | Candidato                  | Risultati 6 maggio 2010 | Risultati 6 maggio 2010 |
| Partito                    | Partito                                   | Candidato                  | Voti                    | %                       |
| -------------------------- | ----------------------------------------- | -------------------------- | ----------------------- | ----------------------- |
|                            | Conservatore                              | Greg Clark                 | 28 302                  | 56,24                   |
|                            | Lib Dem                                   | David Hallas               | 12 726                  | 25,29                   |
|                            | Laburista                                 | Gary Heather               | 5 448                   | 10,83                   |
|                            | UKIP                                      | Victor Webb                | 2 054                   | 4,08                    |
|                            | Verdi                                     | Hazel Dawe                 | 914                     | 1,82                    |
|                            | BNP                                       | Andrew McBride             | 704                     | 1,40                    |
|                            | Indipendente                              | Farel Bradbury             | 172                     | 0,34                    |
|                            |                                           |                            |                         |                         |
| Iscritti                   | Iscritti                                  | Iscritti                   | 72 091                  | 100,00                  |
| ↳ Votanti (% su iscritti)  | ↳ Votanti (% su iscritti)                 | ↳ Votanti (% su iscritti)  | 50 320                  | 69,80                   |
| ↳ Astenuti (% su iscritti) | ↳ Astenuti (% su iscritti)                | ↳ Astenuti (% su iscritti) | 21 771                  | 30,20                   |
|                            |                                           |                            |                         |                         |
|                            | Esito: collegio confermato a Conservatore |                            |                         |                         |

### Elezioni negli anni 2000
| Partito                    | Partito                                   | Candidato                  | Risultati 5 maggio 2005 | Risultati 5 maggio 2005 |
| Partito                    | Partito                                   | Candidato                  | Voti                    | %                       |
| -------------------------- | ----------------------------------------- | -------------------------- | ----------------------- | ----------------------- |
|                            | Conservatore                              | Greg Clark                 | 21 083                  | 49,63                   |
|                            | Lib Dem                                   | Laura Murphy               | 11 095                  | 26,12                   |
|                            | Laburista                                 | Jacqui Jedrzejewski        | 8 736                   | 20,56                   |
|                            | UKIP                                      | Victor Webb                | 1 568                   | 3,69                    |
|                            |                                           |                            |                         |                         |
| Iscritti                   | Iscritti                                  | Iscritti                   | 64 660                  | 100,00                  |
| ↳ Votanti (% su iscritti)  | ↳ Votanti (% su iscritti)                 | ↳ Votanti (% su iscritti)  | 42 482                  | 65,70                   |
| ↳ Astenuti (% su iscritti) | ↳ Astenuti (% su iscritti)                | ↳ Astenuti (% su iscritti) | 22 178                  | 34,30                   |
|                            |                                           |                            |                         |                         |
|                            | Esito: collegio confermato a Conservatore |                            |                         |                         |

| Partito                    | Partito                                   | Candidato                  | Risultati 7 giugno 2001 | Risultati 7 giugno 2001 |
| Partito                    | Partito                                   | Candidato                  | Voti                    | %                       |
| -------------------------- | ----------------------------------------- | -------------------------- | ----------------------- | ----------------------- |
|                            | Conservatore                              | Archie Norman              | 19 643                  | 48,86                   |
|                            | Lib Dem                                   | Keith Brown                | 9 913                   | 24,66                   |
|                            | Laburista                                 | Ian Carvell                | 9 332                   | 23,21                   |
|                            | UKIP                                      | Victor Webb                | 1 313                   | 3,27                    |
|                            |                                           |                            |                         |                         |
| Iscritti                   | Iscritti                                  | Iscritti                   | 64 528                  | 100,00                  |
| ↳ Votanti (% su iscritti)  | ↳ Votanti (% su iscritti)                 | ↳ Votanti (% su iscritti)  | 40 201                  | 62,30                   |
| ↳ Astenuti (% su iscritti) | ↳ Astenuti (% su iscritti)                | ↳ Astenuti (% su iscritti) | 24 327                  | 37,70                   |
|                            |                                           |                            |                         |                         |
|                            | Esito: collegio confermato a Conservatore |                            |                         |                         |

## Risultati dei referendum

### Referendum sulla permanenza del Regno Unito nell'Unione europea del 2016
|             | Collegio        | Lasciare UE % | Rimanere in UE % |
| ----------- | --------------- | ------------- | ---------------- |
|             | Tunbridge Wells | 44,7%         | 55,3%            |
|             | Inghilterra     | 53,3%         | 46,7%            |
| Regno Unito | 51,9%           | 48,1%         |                  |